# A través de Flandes femení
L'A través de Flandes femení és una cursa ciclista femenina belga que es disputa anualment a Flandes, amb final a Waregem. Creada al 2012, es coneixia originàriament com Gran Premi Stad Waregem.

## Palmarès
| Any  | Vencedora            | Segona               | Tercera             |         |
| ---- | -------------------- | -------------------- | ------------------- | ------- |
| 2012 | Monique van de Ree   | Gilke Croket         | Petra Dijkman       |         |
| 2013 | Kirsten Wild         | Jolien D'Hoore       | Monique van de Ree  |         |
| 2014 | Amy Pieters          | Kim de Baat          | Amy Cure            |         |
| 2015 | Amy Pieters          | Floortje Mackaij     | Christina Siggaard  |         |
| 2016 | Amy Pieters          | Jolien D'Hoore       | Eileen Roe          |         |
| 2017 | Lotta Lepistö        | Gracie Elvin         | Lisa Brennauer      |         |
| 2018 | Ellen van Dijk       | Amy Pieters          | Floortje Mackaij    |         |
| 2019 | Ellen van Dijk       | Marta Bastianelli    | Lucinda Brand       |         |
| 2020 | suspesa              | suspesa              | suspesa             | suspesa |
| 2021 | Annemiek van Vleuten | Katarzyna Niewiadoma | Alexis Ryan         |         |
| 2022 | Chiara Consonni      | Julie De Wilde       | Elise Chabbey       |         |
| 2023 | Demi Vollering       | Chiara Consonni      | Marianne Vos        |         |
| 2024 | Marianne Vos         | Shirin van Anrooij   | Letizia Paternoster |         |
| 2025 |                      |                      |                     |         |